# Chowewej Syjon

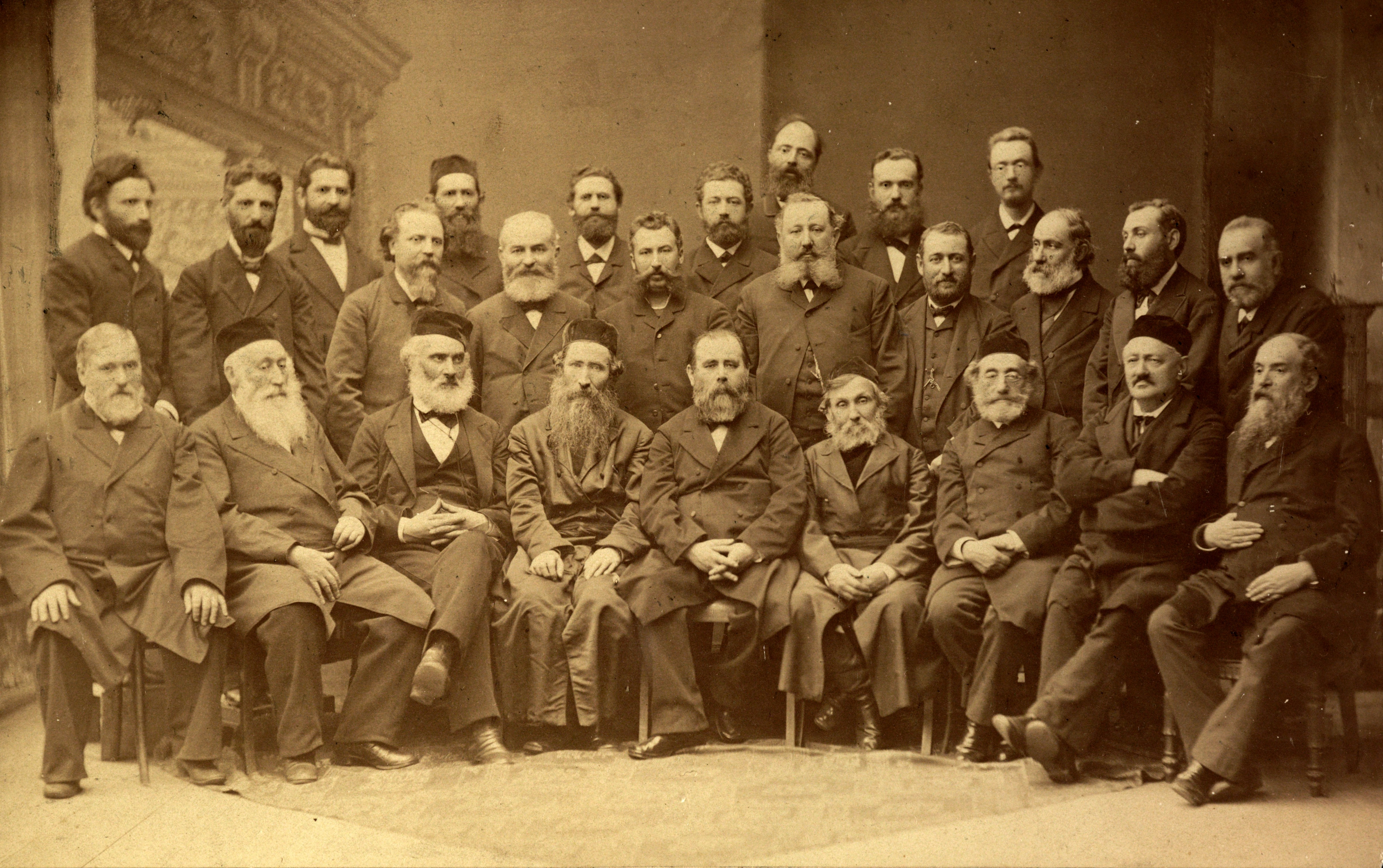
Delegaci na konferencji w Katowicach w 1884 roku. W centrum siedzą Leon Pinsker i rabin Samuel Mohylewer

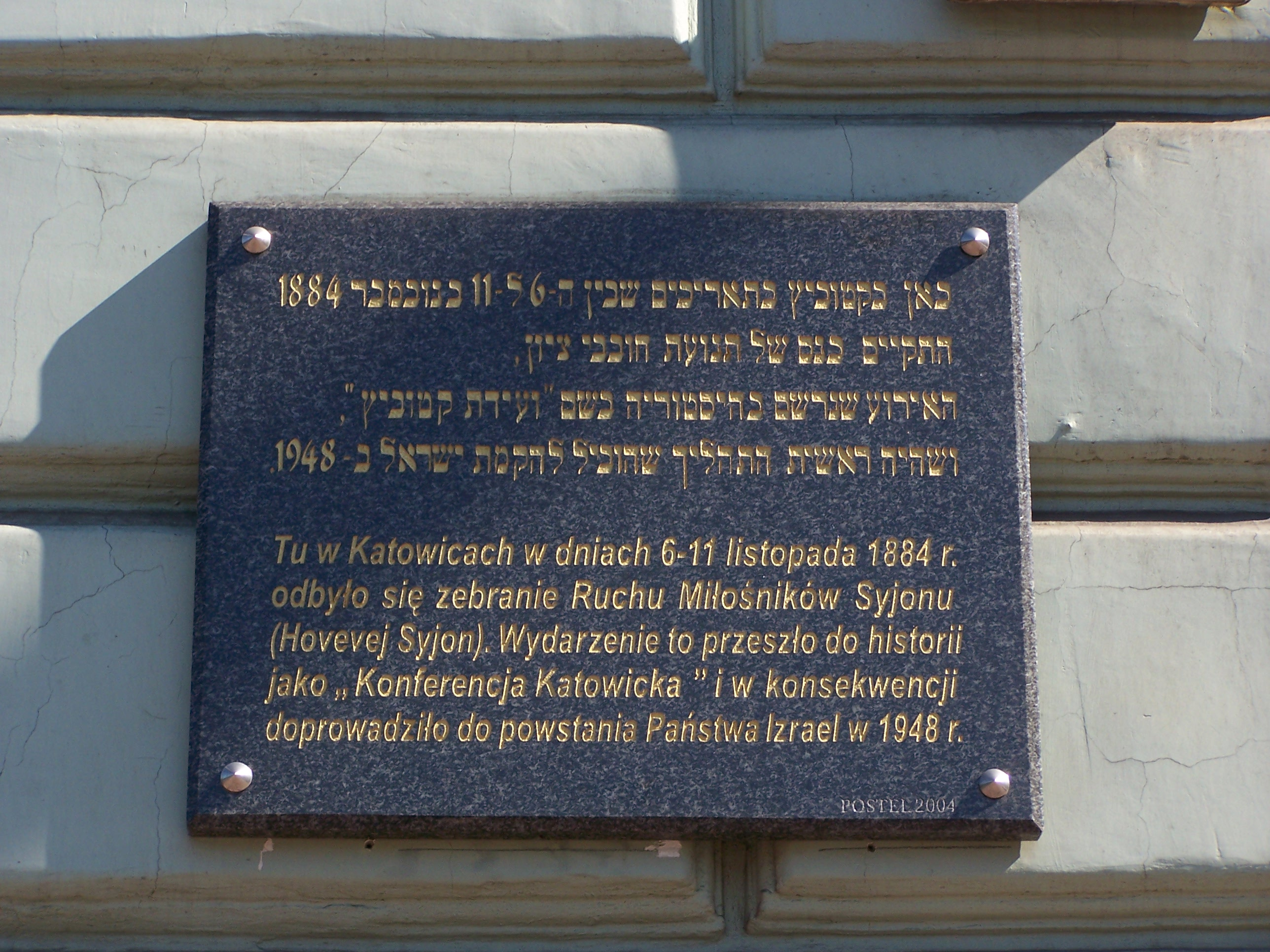
Tablica upamiętniająca tzw. „konferencję katowicką” ruchu z 1884 roku

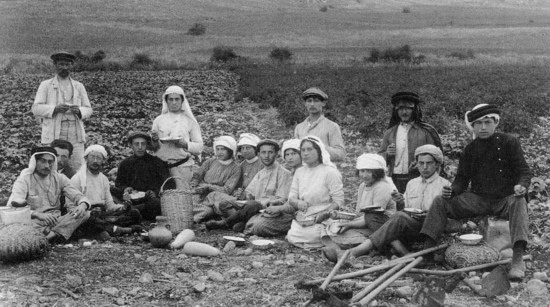
Przybyli do Palestyny podczas drugiej aliji Biluim często nosili arabskie nakrycia głowy – kefije

Chowewej Syjon (hebr. חובבי ציון; pol. Miłośnicy Syjonu; używana była również nazwa Chibbat Syjon) – żydowska organizacja powstała w państwach Europy Wschodniej na początku lat 80. XIX wieku. Celem podejmowanych działań było wspieranie żydowskiej imigracji do Ziemi Izraela, będącej wówczas pod panowaniem Imperium Osmańskiego. Organizacja jest uważana za prekursora i budowniczego podstaw współczesnego syjonizmu.

## Historia
XIX wiek przyniósł ze sobą rewolucję przemysłową, eksplozję demograficzną i wszystkie związane z tym zmiany w społeczeństwach Europy. Społeczność żydowska spodziewała się, że zmiany te przyniosą poprawę ich położenia. Część Żydów żyjących w Europie Zachodniej decydowała się na asymilację, natomiast Żydzi z Europy Wschodniej pozostawali wierni tradycyjnemu judaizmowi. Seria zrywów rewolucyjnych i narodowych, do których doszło podczas Wiosny Ludów w latach 1848-1849, przyczyniła się przebudzenia narodowego w Europie. Ożywienie to przyniosło z sobą także wzrost nastrojów nacjonalistycznych i jednocześnie rozbudziło nowoczesny antysemityzm.
Powstanie organizacji Chowewej Syjon wiązało się z kilkoma wydarzeniami:
W 1859 roku doszło do zjednoczenia hospodarstwa Mołdawii z hospodarstwem Wołoszczyzny i powstania Rumunii. Książę Zjednoczonego Księstwa Mołdawii i Wołoszczyzny Aleksander Jan Cuza usiłował przeprowadzić liczne reformy. Między innymi złożył obietnicę przyznania obywatelstwa Żydom. Książę spotkał się jednak z silną opozycją kręgów antysemickich, w skład których wchodziła znaczna część najbardziej wpływowych i najlepiej wykształconych obywateli państwa. Przy pomocy oficerów obalili oni w 1866 roku księcia Cuza, który musiał emigrować. Jego następcą został książę Karol I, wywodzący się z niemieckiego rodu arystokratycznego Hohenzollern-Sigmaringen. On również złożył obietnicę stopniowej integracji rumuńskich Żydów, jednak przyjęta 29 czerwca 1866 roku konstytucja mówiła, że tylko chrześcijanie mogą być obywatelami Rumunii. Rozczarowani Żydzi szukali dla siebie innych możliwości i przenosili się poza terytorium państwa rumuńskiego. W 1873 roku w kilku miejscowościach z rumuńskiego Okręgu Gałacz zaczęły powstawać pierwsze stowarzyszenia, których celem było przygotowanie Żydów do emigracji do Ziemi Izraela. Kolejne grupy powstawały w Gałaczu, Piatra Neamț, Bacău i Jassy. Rok później stowarzyszenie powstało także w Moinești. Pojawiały się dziesiątki różnych nieformalnych grup, o różnym światopoglądzie, politycznych i religijnych afiliacjach, różnej wielkości i celach. W 1875 roku wysłano Mosze Dawida Szuba z dwoma pomocnikami, aby udali się do Palestyny i nabyli nieruchomości pod osadnictwo rumuńskich Żydów.
W 1881 roku w południowej części Imperium Rosyjskiego doszło do serii pogromów ludności żydowskiej. Jako pretekst władze carskie wykorzystały zamach Woli Ludu na cara Aleksandra II. W ramach odwetowych represji przez rosyjskie miasta przetoczyła się fala pogromów – łącznie 166 aktów – dokonywanych na Żydach, których fałszywie oskarżono o udział w zabójstwie. Wiele pogromów mogło być inspirowanych przez carską tajną policję Ochranę, która prowadziła planowe prowokacje antyżydowskie (Protokoły mędrców Syjonu). Te krwawe zajścia trwały w Rosji aż do 1914 roku, zmuszając wielu Żydów do ucieczki za granicę. Większość z nich emigrowała do Stanów Zjednoczonych, jednak pewna część skierowała się do Palestyny rozpoczynając w ten sposób pierwszą aliję. Sytuacja wymagała poszukiwania rozwiązań licznych potrzeb żydowskich uchodźców, którzy byli biedni i nie przygotowani do osadnictwa rolniczego. Z tego powodu zaczęły powstawać kolejne stowarzyszenia pomagające w imigracji do Ziemi Izraela.
Równocześnie nasilały się obawy, że Żydzi którzy wyemigrowali do Stanów Zjednoczonych zasymilują się z lokalnymi społecznościami, zatracając swoją żydowską tożsamość. Obawy te były kolejnym czynnikiem do tworzenia stowarzyszeń działających na rzecz odwrócenia strumienia żydowskiej imigracji od Ameryki i skierowania go do Ziemi Izraela. Osadnictwo żydowskie w Palestynie wiązało się z nadzieją na spełnienie długo wyczekiwanych obietnic judaizmu, takich jak powrót wszystkich Żydów do Ziemi Izraela i przyjścia Mesjasza. Wszystkie te czynniki wpływały na siebie, tworząc podłoże odpowiednie do powstania organizacji Chowewej Syjon. Członkowie tych wcześniej istniejących grup zachęcali do osadnictwa żydowskiego w Palestynie i rozbudowywania tamtejszych osad rolniczych. Większość z tych działaczy określała siebie jako apolitycznych. Początek powstawania ruchu Chowewej Syjon był spontaniczny, bez żadnych struktur organizacyjnych. Niemal równocześnie w Rosji, Europie Wschodniej i Europie Środkowej zaczęły powstawać dziesiątki stowarzyszeń, których entuzjastyczni członkowie działali dla wspólnego celu. Wierzyli oni w konieczność emigracji do Ziemi Izraela, osiedlenia się, budowania nowych osad i uprawiania ziemi, aby stworzyć w ten sposób państwo żydowskie. Stowarzyszenia nazywały się: Drużyny Syjonu, Miłośnicy Syjonu, Synowie Syjonu, Powracający do Syjonu, Miłość Syjonu itp. Dążyły do zbierania środków finansowych i wykupywania gruntów w Palestynie. Organizowały szkolenia rolnicze dla pionierów emigrujących do Palestyny i wspierały nowo tworzone osady. Starali się także pozyskać międzynarodowe poparcie dla swoich idei. Największym problemem tych stowarzyszeń był brak organizacji i koordynacji ich działań. Tylko centralna organizacja mogła prowadzić skuteczną działalność pomiędzy rozproszonymi społecznościami żydowskimi, starając się dobrze reprezentować na zewnątrz ich interesy. Z tego powodu, pod koniec 1881 roku w Rumunii powstały pierwsze oddziały Chowewej Syjon. W mieście Fokszany w dniu 30 grudnia 1881 roku zorganizowano pierwszą wspólną konferencję. Przybyło na nią 51 delegatów reprezentujących 32 stowarzyszenia. Podczas konferencji wybrano Komitet Centralny Chowewej Syjon, którego siedziba znajdowała się w mieście Gałacz.
Działalność organizacji wsparło wiele wybitnych osobistości świata żydowskiego. Jednym z najważniejszych z nich był Mosze Leib Lilienblum. Był to zasymilowany rosyjski Żyd, przywódca intelektualnego ruchu Haskali w Rosji. Po wybuchu pogromów żydowskich zmienił on swoje podejście. Dostrzegł, że Żydzi napotykają na podobne trudności i prześladowania we wszystkich państwach na świecie, dlatego przestał wierzyć w możliwość asymilacji. Doszedł do wniosku, że jedynym sposobem rozwiązania kwestii żydowskiej jest utworzenie państwa żydowskiego. Druga ważną osobistością był Leon Pinsker. Był on zasymilowanym rosyjskim Żydem, który służył jako wojskowy lekarz ochotnik w armii rosyjskiej w wojnie krymskiej i otrzymał medal. Pogromy żydowskie również i u niego zmieniły podejście do możliwości asymilacji. Wizyta w Europie Zachodniej doprowadziła do napisania przez niego w 1882 roku słynnej broszury „Autoemancipation! Mahnruf an seine Stammesgenossen von einem russischen Juden”. Pragnął nią pobudzić Żydów w Zachodniej Europie do utworzenia ruchu działającego na rzecz założenia państwa żydowskiego. Pinsker opisał w niej cierpienia Żydów we Wschodniej Europie. Wskazał przy tym na konieczność obudzenia żydowskiej świadomości narodowej, pobudzenia wzajemnych kontaktów, organizacji kongresu i dążenia do utworzenia własnego państwa żydowskiego. Idee te poparł jeden z największych rosyjskich rabinów Samuel Mohylewer. Wezwał on do współpracy wykształconych i wpływowych Żydów, którzy mogli stać się świeckimi liderami nowo tworzonego ruchu. Rabini mieli czuwać, aby nie dopuścić do pogwałcenia tradycyjnych wartości judaizmu i propagować ideę miłości do Syjonu.
W dniach 6-11 listopada 1884 roku w Katowicach odbyła się konferencja, przez wielu spostrzegana jako założycielska organizacji Chowewej Syjon. Wynika to z faktu, że była to pierwsza powszechna konferencja, na którą przybyło 36 delegatów z kilkunastu państw. Honorowym przewodniczącym konferencji został rabin Samuel Mohylewer, a Leon Pinsker został wybrany prezesem organizacji. Podczas konferencji postanowiono utworzyć Komitet Centralny z siedzibą w Berlinie. Jego celem miało być prowadzenie działalności do wszystkich Żydów, tak z Europy Wschodniej, jak i z Europy Zachodniej. W Odessie postanowiono utworzyć Komitet Tymczasowy, do którego celów należało niesienie pomocy żydowskim imigrantom z Rosji. Podjęto także decyzje o udzieleniu pomocy finansowej dla imigrantów osiedlających się w Palestynie, oraz wysłaniu delegacji mającej zapoznać się z potrzebami osadników. Od władz tureckich zamierzano uzyskać wizy imigracyjne i oficjalne zalegalizowanie osadnictwa żydowskiego w Palestynie. Od rządu rosyjskiego uzyskano zgodę na kontynuowanie emigracji Żydów z Rosji.
Chociaż planowano budowę struktury organizacyjnej na Europę Zachodnią, główne struktury powstały w Warszawie i Odessie. Tymczasowy Komitet w Odessie został nazwany Komitetem Odessy, i bardzo szybko stał się komitetem wykonawczym organizacji. W 1890 roku car Aleksander III oficjalnie uznał działanie stowarzyszenia pod nazwą Stowarzyszenie dla wspierania żydowskich rolników i rzemieślników w Syrii i Ziemi Izraela, odmówił jednak legalizacji organizacji Chowewej Syjon, która musiała działać w ukryciu. Ten Komitet Odessy koordynował rozdział darowizn, wysyłał przedstawicieli w celu nabycia gruntów, i pomagał w podróży kolejnym falom imigrantów udających się do Palestyny. Wszystkie te działania napotkały jednak na poważne trudności. Największym problemem okazały się różnice kulturowe rosyjskich Żydów opuszczających swoje domy i przybywających w zupełnie nowe otoczenie na Bliskim Wschodzie. Z powodu obowiązujących w Rosji zakazów, nigdy nie zapoznali się oni z pracą w rolnictwie. Teraz musieli pracować jako rolnicy, i to w bardzo trudnych warunkach (słabe półpustynne lub bagniste tereny). Wsparcie finansowe osiedli w Palestynie było niewielkie. Przyczyną były niewystarczające środki wpływające ze zbyt małych składek. Nie zdołano także pozyskać dotacji finansowych ze strony zamożnych zachodnich żydowskich filantropów. Wysokie ceny gruntów i tureckie ograniczenia rządowe powodowały systematyczny spadek entuzjazmu. W rezultacie imigracja do Palestyny malała na rzecz wzrostu emigracji płynącej do Stanów Zjednoczonych. Ruch Chowewej Syjon był mały i miał ciągłe problemy z organizacją, brakiem uznania oraz wewnętrznymi sporami. Gdy w 1891 roku zmarł Leon Pinsker, zabrakło odpowiedniego następcy. W rezultacie nastąpiło powolne osłabnięcie Chowewej Syjon. Komitet Odessy został rozwiązany w 1919 roku przez bolszewików.

## Znaczenie
Doświadczenie zdobyte przez Chowewej Syjon okazało się niezwykle cenne dla ruchu syjonistycznego. Idee te były dalej rozwijane przez Theodora Herzla. Gdy w sierpniu 1897 roku w Bazylei zorganizowano Pierwszy Kongres Syjonistyczny, Komitet Odessy skupiał ponad 4 tys. członków. Większość z nich przyłączyła się do Światowej Organizacji Syjonistycznej.
Za największy sukces Chowewej Syjon należy uznać żydowską imigrację do Ziemi Izraela i rozwój osadnictwa w Palestynie. Tym samym Ziemia Izraela otrzymała status wyłącznego celu żydowskiego ruchu narodowego. Pierwsi przywódcy ruchu syjonistycznego przeszli swoje pierwsze szkolenie i zdobyli doświadczenie potrzebne do dalszej kontynuacji dzieła syjonizmu.